# واکادوشیوری
واکادوشییوری (به ژاپنی: 若年寄 Wakadoshiyori) روکونین شو، مقام‌های عالی دولتی در دوره ادو ژاپن تحت حکومت شوگون‌سالاری توکوگاوا (۱۶۰۳–۱۸۶۷) بودند. این موقعیت در حدود سال ۱۶۳۳ ایجاد شد، اما انتصابات تا سال ۱۶۶۲ نامنظم بود. چهار تا شش واکادوشییوری از نظر وضعیت زیردست روجو بودند، اما آنها بالاتر از جیشا-بوگیو قرار داشتند. این افراد به مدت یک ماه به صورت چرخشی ارائه می‌شوند و از میان رده‌های دایمیوهای فودای انتخاب می‌شوند. دوره‌هایی وجود داشت که تعداد واکادوشییوری‌ها در یک زمان به ۶ یا ۷ افزایش می‌یافت.
واکادوشییوری‌ها با استفاده از گزارش‌های ارائه شده توسط متسوکه وظیفه نظارت بر دست‌نشاندگان مستقیم شوگون، یعنی هاتاموتو و گوکه‌نین را بر عهده داشتند. آنها همچنین بر فعالیت‌های صنعتگران و پزشکان نظارت می‌کردند، پروژه‌های کارهای عمومی (فواید عامه) را سازماندهی و نظارت می‌کردند و نگهبانان شخصی شوگون را تغییر می‌دادند. در صورت وقوع جنگ، واکادوشییوری‌ها از نظر تئوری، هاتاموتو را در نبرد رهبری می‌کردند.